# Dipteronia
Dipteronia — рід із двома нинішніми й одним вимерлим видом родини сапіндових.

## Класифікація
Старіші класифікації відокремлювали клени та Dipteronia в родину кленових (Aceraceae), однак робота групи філогенезу покритонасінних рослин (APG I і далі) та відповідні дослідження призвели до віднесення групи до сапіндових як триби Acereae. Dipteronia вважається сестринським родом Acer.

## Опис
Це листопадні квітучі кущі чи невеликі дерева, що досягають 10–15 метрів заввишки. Розташування листя супротивне та перисте, з 7–15 листочками на кожному листі. Суцвіття волотисті, верхівкові чи пазушні. Квітки мають п'ять чашолистків і пелюсток; тичинкові квітки мають вісім тичинок, а двостатеві — двогніздову зав'язь. Плід — округла крилатка з двох стиснутих горішків, плоска, оточена широким крилом, яке з дозріванням змінюється від світло-зеленого до червоного.
Назва Dipteronia походить від грецького "di-" (два, обидва) і "pteron" (крила), від крилатих плодів з крилами по обидва боки насіння.

## Види
Є лише два живі види, Dipteronia sinensis (DD) і Dipteronia dyeriana (EN); обидва є ендеміками материкового Китаю.
Вимерлий вид Dipteronia brownii відомий з Північної Америки й Азії у палеоцені, олігоцені, еоцені.